# Morten Konradsen
Morten Ågnes Konradsen, más conocido como Morten Konradsen, (Bodø, 3 de mayo de 1996) es un futbolista noruego que juega de defensa en el FK Haugesund de la Eliteserien. Es hermano del también futbolista Anders Konradsen.

## Trayectoria
Konradsen comenzó su carrera deportiva en 2012 en el F. K. Bodø/Glimt, club que abandonó en 2017 para jugar en el Rosenborg BK, donde, además, coincidió con su hermano Anders.
En el Rosenborg consiguió levantar la Liga de Noruega.
En 2018 regresó al F. K. Bodø/Glimt.

## Selección nacional
Konradsen fue internacional sub-15, sub-16, sub-17, sub-18, sub-19 y sub-21 con la selección de fútbol de Noruega.

## Clubes
| Club             | País    | Año       |
| ---------------- | ------- | --------- |
| F. K. Bodø/Glimt | Noruega | 2012-2017 |
| Rosenborg BK     | Noruega | 2017-2018 |
| F. K. Bodø/Glimt | Noruega | 2018-2023 |
| FK Haugesund     | Noruega | 2024-     |

## Palmarés

### Títulos nacionales
| Título               | Club             | País    | Año  |
| -------------------- | ---------------- | ------- | ---- |
| Eliteserien          | Rosenborg BK     | Noruega | 2017 |
| Supercopa de Noruega | Rosenborg BK     | Noruega | 2018 |
| Eliteserien          | Rosenborg BK     | Noruega | 2018 |
| Copa de Noruega      | Rosenborg BK     | Noruega | 2018 |
| Eliteserien          | F. K. Bodø/Glimt | Noruega | 2020 |
| Eliteserien          | F. K. Bodø/Glimt | Noruega | 2021 |
| Eliteserien          | F. K. Bodø/Glimt | Noruega | 2023 |